# محمد محمد عادل الحقاني
ولد الشيخ محمد محمد عادل الحقاني في 29 آذار 1957م الموافق ل27 شعبان 1376هـ. إنه الابن البكر للشيخ محمد ناظم الحقاني القبرصي من زوجته الحاجة آمنة عادل المولودة في كازان عاصمة جمهورية تتارستان الروسية. عاش الشيخ محمد محمد عادل الحقاني طفولته في دمشق حيث تعهد الشيخ عبد الله الفائز الداغستاني تربيته الروحية منذ نعومة أظافره. تلقى علومه الإسلامية في دمشق وحصل على إجازته من علماء أهل السنة والجماعة. يعتبر الشيخ محمد محمد عادل الحقاني أكثر إنسان معاصر واكب الشيخ محمد ناظم الحقاني في حياته. وبعد صمت طويل أضحى الشيخ محمد محمد عادل الحقاني ممثلا لوالده على أثر انتقال الأخير إلى الملأ الأعلى في السابع من أيار سنة 2014 م. بالتالي يعد الشيخ محمد محمد عادل الحقاني الشيخ الواحد والأربعين في السلسلة النقشبندية العلية  .قال مذهب أهل السنة والجماعة، ومن أعلام التصوف

## وصلات خارجية
- Sheikh Nazim's Official Naqshbandi Journal
- Şeyh Muhammed Mehmet Adil Anasafya
- موقع شمس الشموس